# 옹진 소청도 스트로마톨라이트 및 분바위
옹진 소청도 스트로마톨라이트 및 분바위는 대한민국 인천광역시 옹진군 소청도에 있는 선캄브리아기 스트로마톨라이트 지질유산이며 대한민국의 천연기념물이다.

## 지정 사유
스트로마톨라이트(stromatolite)란 바다나 호수 등에 서식하는 남조류나 남조박테리아 등의 군체들이 만든 엽층리가 잘 발달한 생퇴적구조(生堆積構造; organo-sedimentary structure)를 갖는 화석이며 석회암의 일종으로서, 지구에서의 생명체 탄생 시초로부터 현세까지 전 지질시대에 걸쳐 나타나지만 특히, 고생대 이전인 선캄브리아누대(Precambrian Eon)의 고환경과 생명의 탄생 기원을 이해하는데 매우 중요한 학술적, 교육적 가치를 갖고 있다.
선캄브리아누대의 스트로마톨라이트 산출은 남한에서는 소청도의 석회암 내에서만 보고되고 있으며 북한에서는 평양 부근 등에서 산출되고 있다.
소청도 스트로마톨라이트 내에서는 국내 최초로 박테리아 화석이 보고되어 국내에서는 가장 오래된 화석(원생대 후기; 약 6억 내지 10억년 전)으로 평가받고 있다.
소청도의 스트로마톨라이트가 발달한 석회암은 일제강점기에서부터 수십년 전까지 건축재료용으로 많이 채석되어 남아 있는 양이 적을 뿐만아니라, 그 모양도 아름다워 무단채취의 위험성이 높아 지정·보존가치가 높다.
또한, 분바위라고 부르고 있는 백색의 결정질 석회암(대리암)이 해식작용으로 노출되어 있어 주변 해안의 경관이 매우 수려하다.

## 같이 보기
- 인천광역시의 지질
- 소청도

## 참고 자료
- 옹진 소청도 스트로마톨라이트 및 분바위 - 국가유산청 국가유산포털